# Tas-Silġ
Tas-Silġ es una colina redondeada en la costa sureste de la isla de Malta, con vistas a la bahía de Marsaxlokk y cerca de la ciudad de Żejtun. Tas-Silġ es un importante santuario de varios períodos con restos arqueológicos que abarcan cuatro mil años, desde el neolítico hasta el siglo IX d. C. El sitio incluye un complejo de templos megalíticos que data de principios del tercer milenio antes de Cristo, hasta un santuario fenicio y púnico dedicado a la diosa Astarté. Durante la época romana, el sitio se convirtió en un complejo religioso internacional dedicado a la diosa Juno, ayudado por su ubicación a lo largo de las principales rutas comerciales marítimas, y el sitio fue mencionado por el orador del siglo I a. C. Cicerón.
El nombre original de la colina donde se encuentra el sitio es Ta 'Berikka, con el nombre Tas-Silġ derivado de una cercana Iglesia de Nuestra Señora de las Nieves (maltés: Knisja tal-Madonna tas-Silġ), construida en el 1800. Excavado como parte de un proyecto arqueológico en la década de 1960, el sitio estuvo abandonado durante varias décadas. En 1996, la Universidad de Malta reinició las excavaciones, descubriendo restos neolíticos y de la Edad del Bronce tardía, y depósitos sustanciales asociados con ofrendas rituales en la era púnica.

## Topografía y toponimia

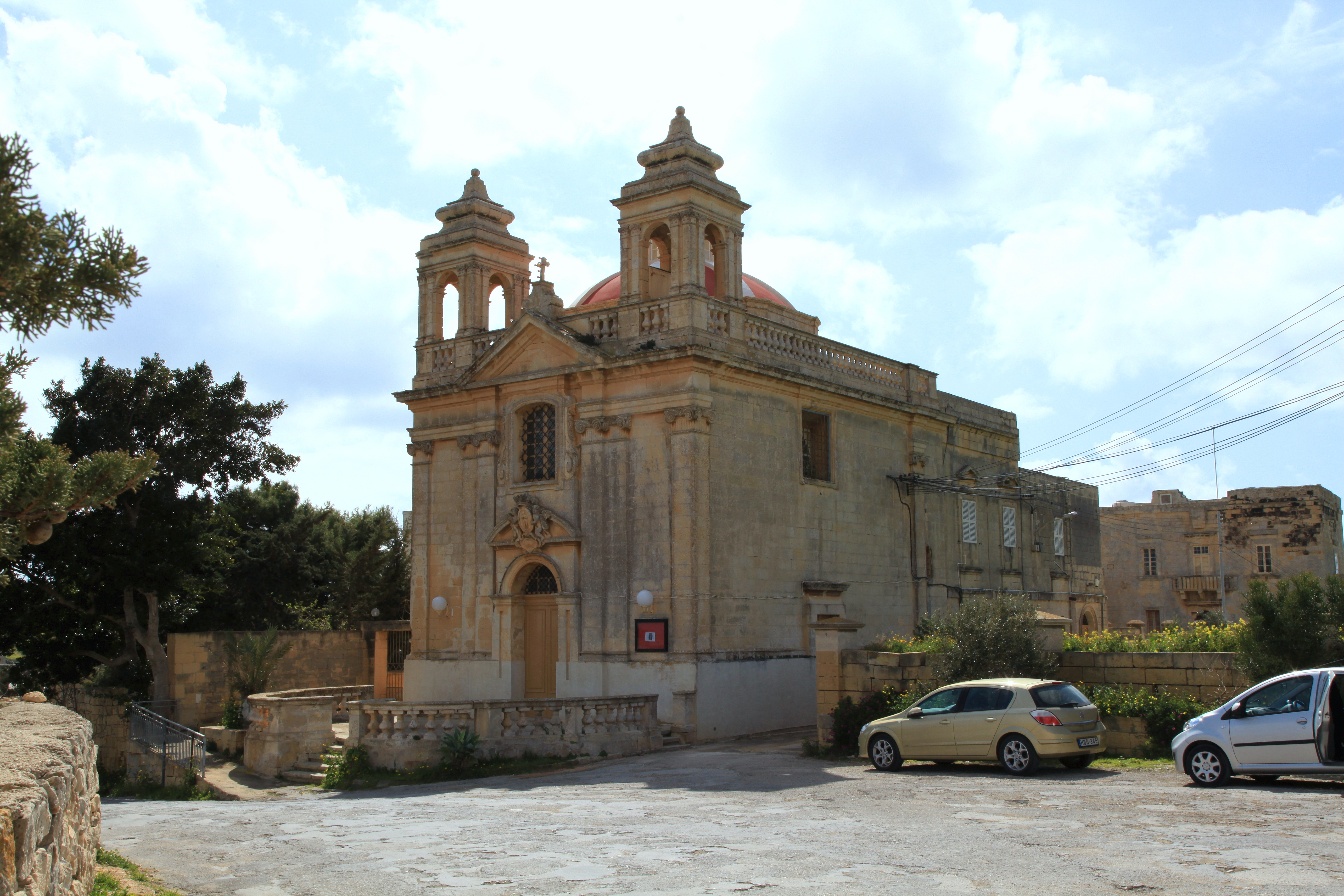
La cercana Iglesia de Nuestra Señora de las Nieves, de la que Tas-Silġ toma su nombre.

Tas-Silġ se encuentra en la parte sureste de la isla de Malta, cerca del puerto de Marsaxlokk. En realidad, el nombre se refiere a una pequeña iglesia dedicada a Nuestra Señora de las Nieves, que se encuentra en el cruce donde el camino rural de Żejtun se bifurca en dos direcciones, a la península de Delimara y Xrobb il-Għaġin al sureste y al pueblo de Marsaxlokk al suroeste.  Fort Tas-Silġ, un fuerte poligonal de la era británica, se encuentra en el punto más alto de una colina alargada más al sur. La colina más baja y más pequeña en la que se han realizado las excavaciones se llama Ta 'Berikka, aunque la tradición de llamarla Tas-Silġ está ahora bien establecida. El sitio ofrece vistas del puerto de Marsaxlokk al sur y tiene vistas a otras dos bahías, Marsaskala y St. Thomas' Bay. El sitio está rodeado de terrazas artificiales.
Los restos arqueológicos de Tas-Silġ descansan en la cima de una colina con vistas y son visibles desde la bahía de Marsaxlokk y la bahía de St Thomas' en el sureste de Malta. Los restos arqueológicos demuestran la actividad humana durante milenios, con una actividad significativa durante las épocas fenicia y romana. Durante los últimos siglos, los restos de Tas-Silġ fueron debatidos por varios estudiosos, sin embargo, los estudios arqueológicos realizados por la Missione Archeologica ltaliana en la década de 1960 vincularon los restos con el reconocido templo de Juno mencionado por autores clásicos. Los restos permanecieron visibles desde la época clásica, y fueron descritos por anticuarios y viajeros desde la Edad Moderna. Los restos arqueológicos se extienden sobre dos grandes áreas al norte y al sur del camino de Żejtun a Marsaxlokk (Triq Xrobb l-Għaġin). Los campos en ambas áreas fueron seleccionados para ser investigados por Missione Archeologica ltaliana. Estos fueron excavados entre 1963 y 1970. Las excavaciones arqueológicas también se reanudaron en la década de 1990 en los recintos del norte y sur del sitio.

## Historia

### Templo megalítico y asentamiento de la Edad del Bronce
Las excavaciones de una misión arqueológica italiana en Tas-Silġ entre 1963 y 1972 fueron diseñadas para investigar los restos de los templos púnicos y posteriores identificados en el sitio. Sin embargo, durante las excavaciones, los arqueólogos encontraron inesperadamente un sitio prehistórico debajo de los niveles de Antigüedad clásica y tardía.
El área fue habitada por primera vez cuando se construyó un templo en la fase Tarxien de la prehistoria maltesa, en algún momento alrededor del 3000 al 2500 a. C. Se pueden ver pocos restos del templo original, pero la dispersión de megalitos sobre la colina sugiere que había un gran complejo con al menos 3 templos y posiblemente un pueblo que lo rodeaba. Todavía existe un entorno en forma de D de grandes bloques que formaba parte del templo de cuatro ábsides, ya que más tarde se incorporó a los otros edificios del sitio. En la Edad del Bronce, el templo probablemente se convirtió en un asentamiento, como se había hecho en otros sitios como Borġ in-Nadur.
En la capa más profunda de depósitos, los arqueólogos encontraron varios artefactos que incluyen cerámica, lítica y una dama gorda de pie. De la capa de la Edad del Bronce se encontraron algunos tiestos, herramientas de piedra y alfarería. Otra evidencia de la Edad del Bronce consiste en la gran cantidad de trabajo manual.

### Templo púnico, helenístico y romano
Después de que los fenicios se apoderaron de Malta alrededor del año 700 a. C., construyeron un templo púnico para Astarté incorporando los restos del templo anterior. Se añadió una extensión hacia adelante a la fachada curva y se construyó un portal monumental flanqueado por dos pilastras y rematado por una enorme losa de piedra. La importancia del santuario finalmente creció y se agregó un pórtico alrededor del 300 a. C. Algunas partes del templo, incluida una torre, podrían haber sido diseñadas como una fortificación para ayudar a defenderlo de posibles invasores.

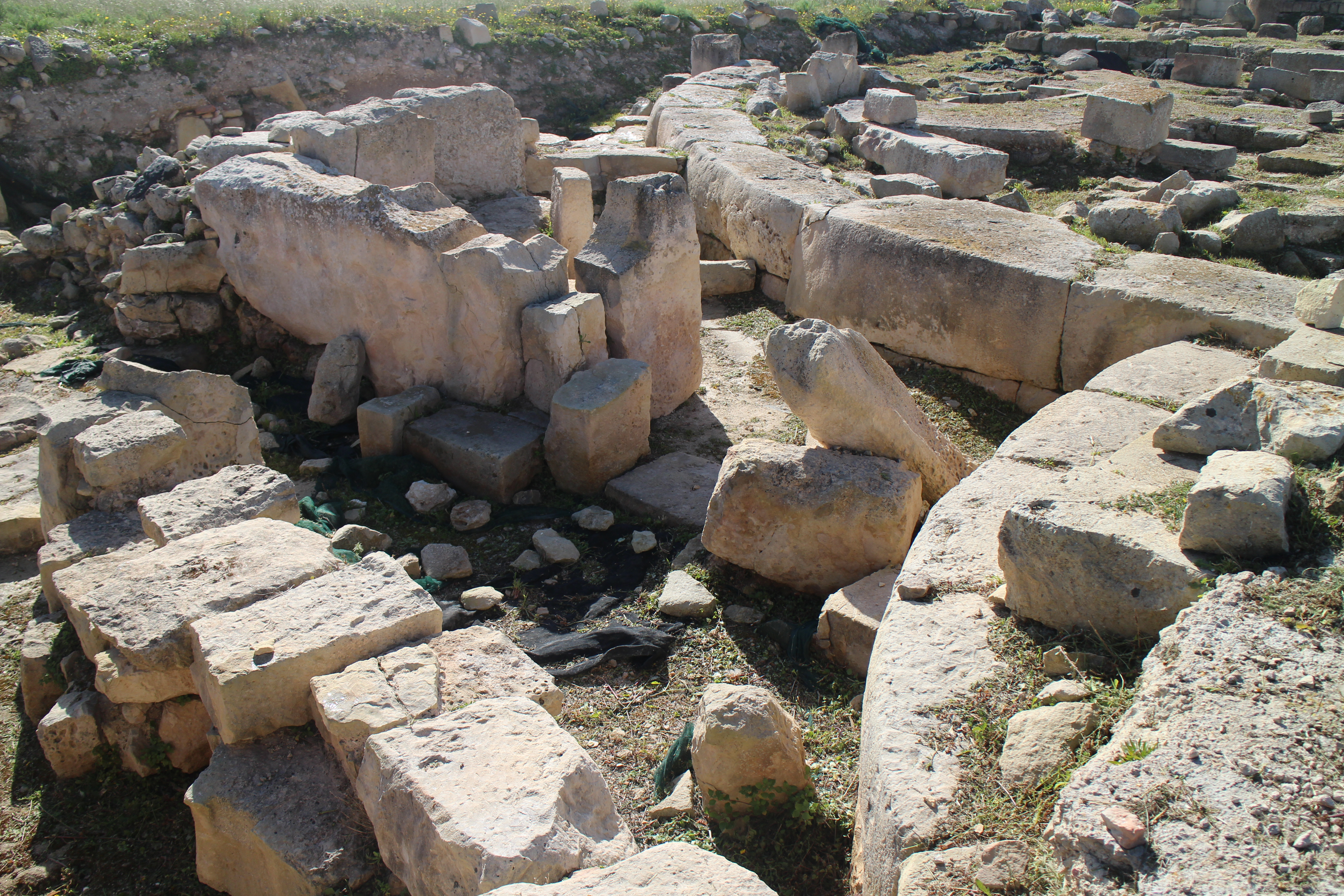
Restos megalíticos en Tas-Silġ.

Aún existen una losa de umbral perforada por tres huecos de libación que dividían la parte este del templo y el lado oeste, así como una serie de muros de cimentación de sillar para una plataforma construida al sur del santuario principal. En los alrededores de esta zona se encontraron diversos restos entre cerámica, ceniza, huesos de animales, monedas y jirones. Algunos de estos jirones tienen inscripciones votivas. Se afirma que el cipo de Melqart pudo haber estado originalmente en el templo Tas-Silġ, pero su origen está en disputa.
La presencia de importantes restos de cerámica en el sitio encontrados durante las excavaciones sugiere la existencia de talleres cercanos que producían artículos de cerámica destinados a ser utilizados dentro del sitio del templo. Sin embargo, la presencia de cerámica importada también fue confirmada por la composición de la cerámica. También se encontraron numerosas monedas de bronce púnicas en el lugar.
En época romana, el templo púnico se convirtió en santuario de Juno, que era el equivalente romano de Astarté. En el 70 a. C., Cicerón mencionó el templo en su In Verrem, en el que dijo que el templo era venerado por todos, incluidos piratas y príncipes númidas, pero el gobernador romano de Sicilia había robado algunos de sus tesoros. Se descubrió algo de material romano en varios depósitos alrededor de un pozo en la terraza inferior de Tas-Silġ. El suelo romano rojo, opus signinam, hecho de cerámica triturada, cal y baldosas de mármol blanco, todavía existe en el lugar.

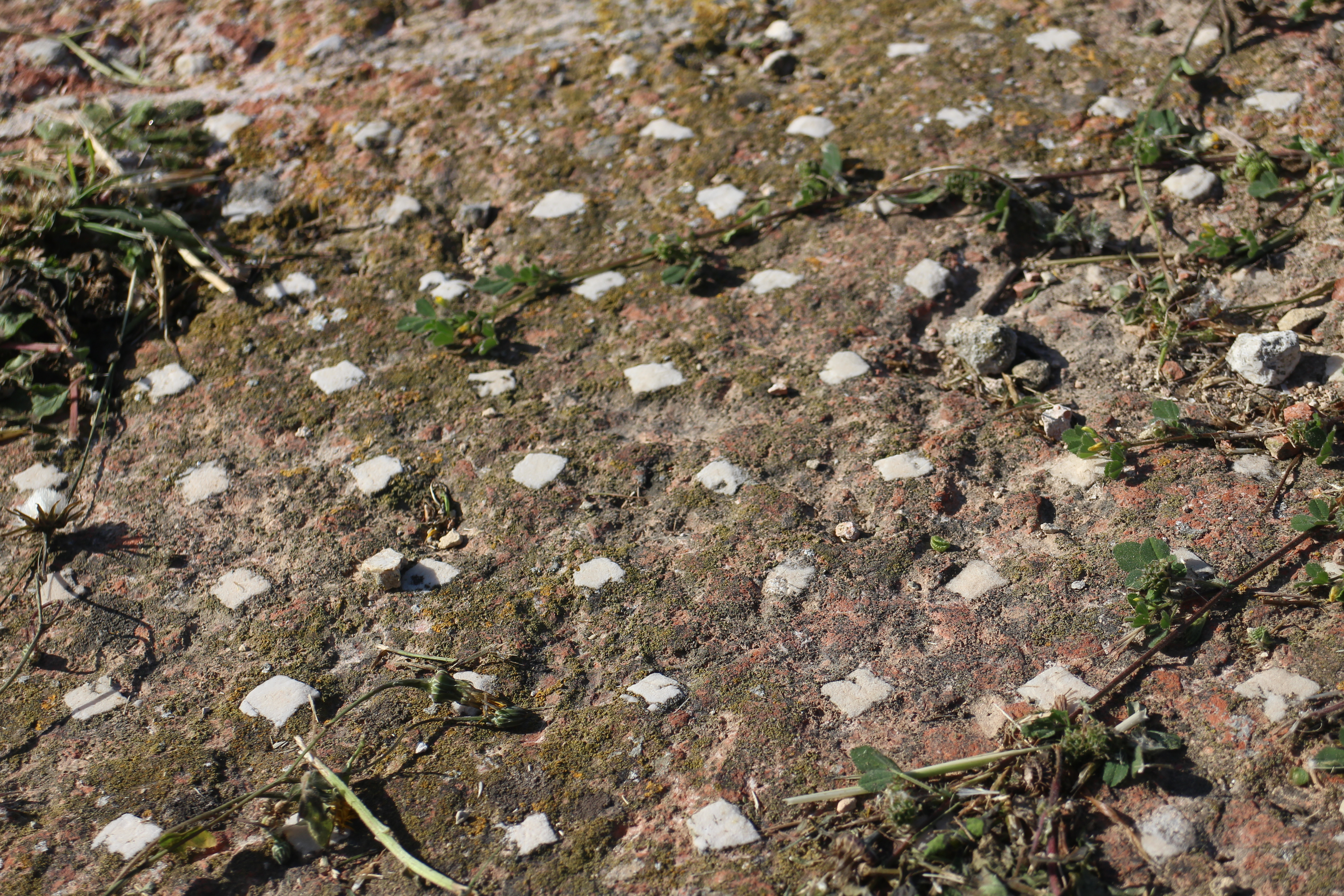
Opus signinum con cubos de mármol blanco en Tas-Silġ.

Recientemente se encontraron y cartografiaron grandes áreas de almacenamiento de agua debajo de Tas-Silġ, las cuales probablemente datan de las eras púnica o romana.

#### Influencias del Antiguo Egipto
Durante las excavaciones de 1969, se encontraron muchos relieves de piedra y objetos con influencias egipcias en el lugar, incluidas esculturas de flores de loto que representan a la diosa egipcia Hathor y al dios sol Ra. Dentro de los restos del santuario, también se descubrió un adorno con volutas de palma de unos 7,6 cm y que data de los siglos VII-VI a. C. Otros fragmentos de piedra caliza, teorizados como pertenecientes a algún diseño arquitectónico, también fueron encontrados en la misma área. Otros elementos similares fueron encontrados en la casa romana de Rabat, y se teoriza que formaron parte de un timiaterio, debido a su diseño funerario egipcio.

### Iglesia bizantina

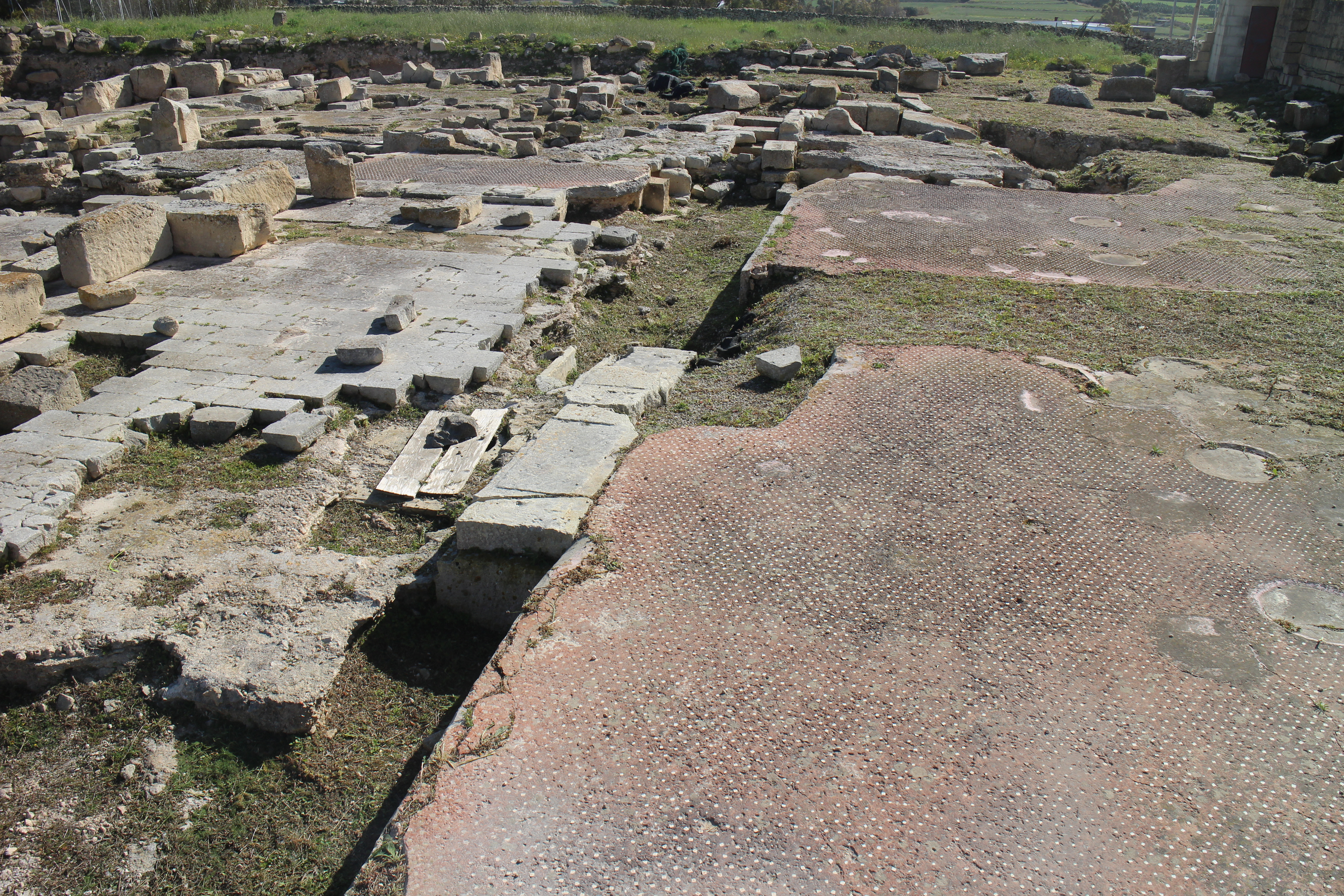
Restos de la basílica bizantina de Tas-Silġ.

Durante la era bizantina, el templo se convirtió en una basílica cristiana. La basílica se construyó en el patio porticado del templo, que estaba techado. El edificio cuadrado tenía tres naves con ábside en el extremo oriental. El templo megalítico prehistórico se reutilizó como baptisterio, con la pila colocada en medio de la estructura antigua. La iglesia, o al menos su estructura, permaneció en uso hasta los siglos VIII-IX. Se construyó una muralla fortificada con al menos una torre alrededor de parte del sitio, posiblemente como respuesta a la amenaza árabe. En el desagüe de la pila bautismal se encontraron más de doscientas monedas bizantinas, que datan de mediados del siglo IV, las reformas de Justiniano (538-9) y una moneda de oro que data de Constantino IV. La basílica de Tas-Silġ se amplió, modificó y reutilizó para incluir un asentamiento fortificado vinculado con el puerto de Marsaxlokk debajo. Los restos de cerámica de Tas-Silġ abarcan desde el siglo VI hasta el IX, lo que demuestra que el puerto y el asentamiento han estado vinculados durante siglos con varias partes del Mediterráneo.
Se encontraron algunos restos de esculturas, incluida una cabeza de mármol femenina gastada y un capitel de marfil con una palmeta colgante. También se encontró cerámica de este período, incluidas ánforas y platos y otros artículos de fabricación local. Durante el período bizantino, puede ser que la señora gorda haya sido deliberadamente desfigurada y enterrada en un hueco. La iglesia fue abandonada poco después de que los árabes ocuparan Malta en el 870 d. C. El sitio se convirtió en una cantera y se retiraron las piedras de la estructura original. En la época medieval se construyeron granjas en la zona, y aún existen muros de escombros de esta época. Todo el sitio estaba enterrado bajo un metro de tierra antes de ser excavado.
Hay afirmaciones de que había una mezquita en el lugar, pero no se han encontrado pruebas arqueológicas suficientes para respaldar esto. Está comprobado, sin embargo, que el edificio cristiano fue incendiado durante la época árabe.

### Historia moderna temprana

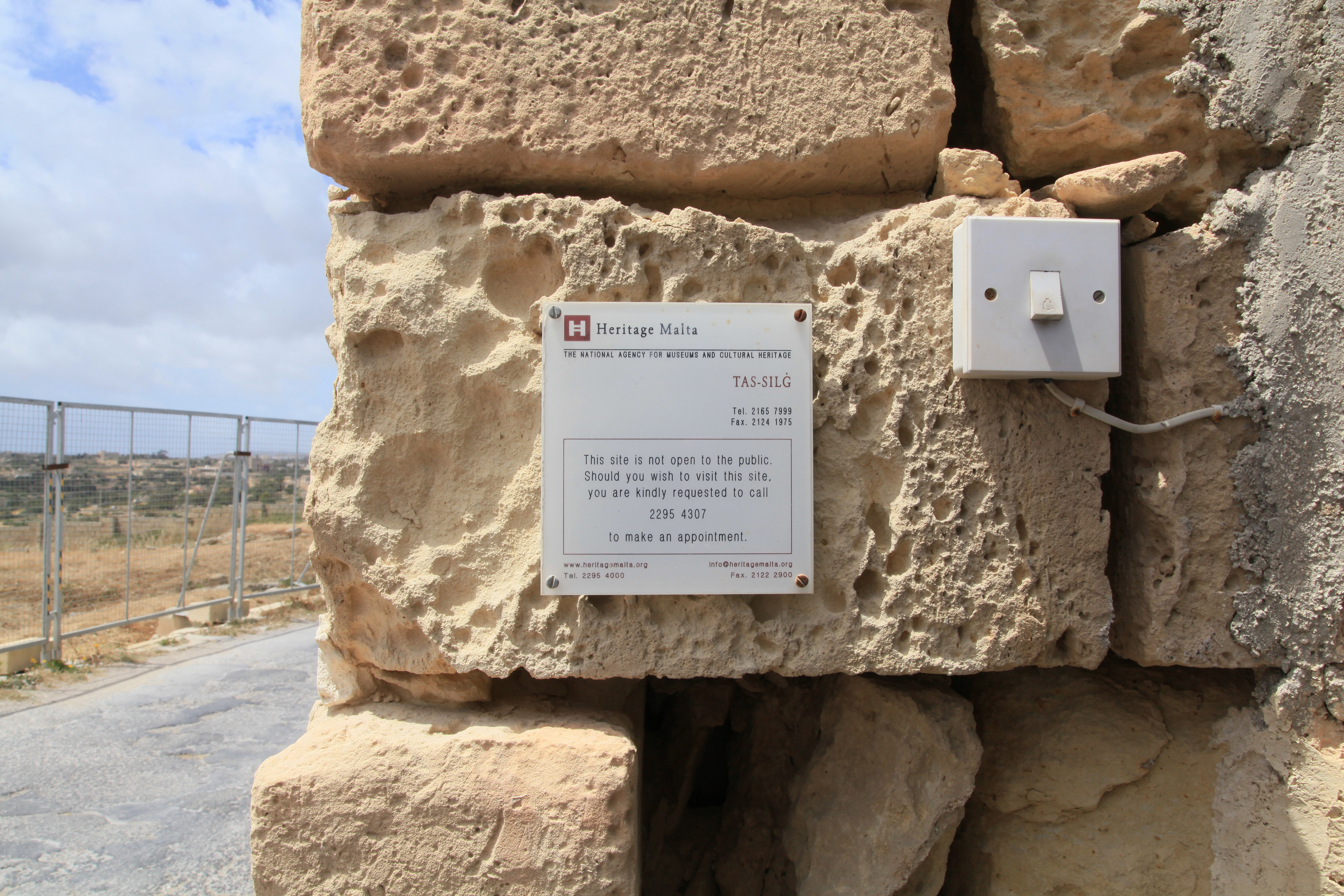
Tas-Silġ solo se puede visitar con cita previa.

En el siglo XVII, los escritores comenzaron a especular sobre la ubicación del templo de Juno al que se hace referencia en los textos antiguos, sin embargo, el sitio solo se descubrió en el siglo XX. Fue incluido en la Lista de Antigüedades de 1925.
Un resto de una columna del templo de Tas-Silg, construido en la época fenicia, se encuentra hoy en el Palazzo Marnisi del siglo XVII en Marsaxlokk. Donna Angelina reconstruyó la capilla cercana, conocida en latín como Madonna ad Nives, en 1832.
Se descubrieron nuevos hallazgos cuando Heritage Malta y el Ministerio de Cultura comenzaron un nuevo proyecto para restaurar y transformar las ruinas de una granja del siglo XIX para que sirviera como un pequeño centro de visitantes. La remoción de los pisos de la masía dejó al descubierto otros importantes restos arqueológicos, entre ellos una sucesión de pisos y paredes, que en su mayoría estaban vinculados con extensiones construidas en el período republicano romano. Los nuevos descubrimientos también identificaron una serie de trincheras de expoliación. Estos fueron excavados en tiempos modernos para explotar el material de construcción del templo antiguo.

## Restos arqueológicos

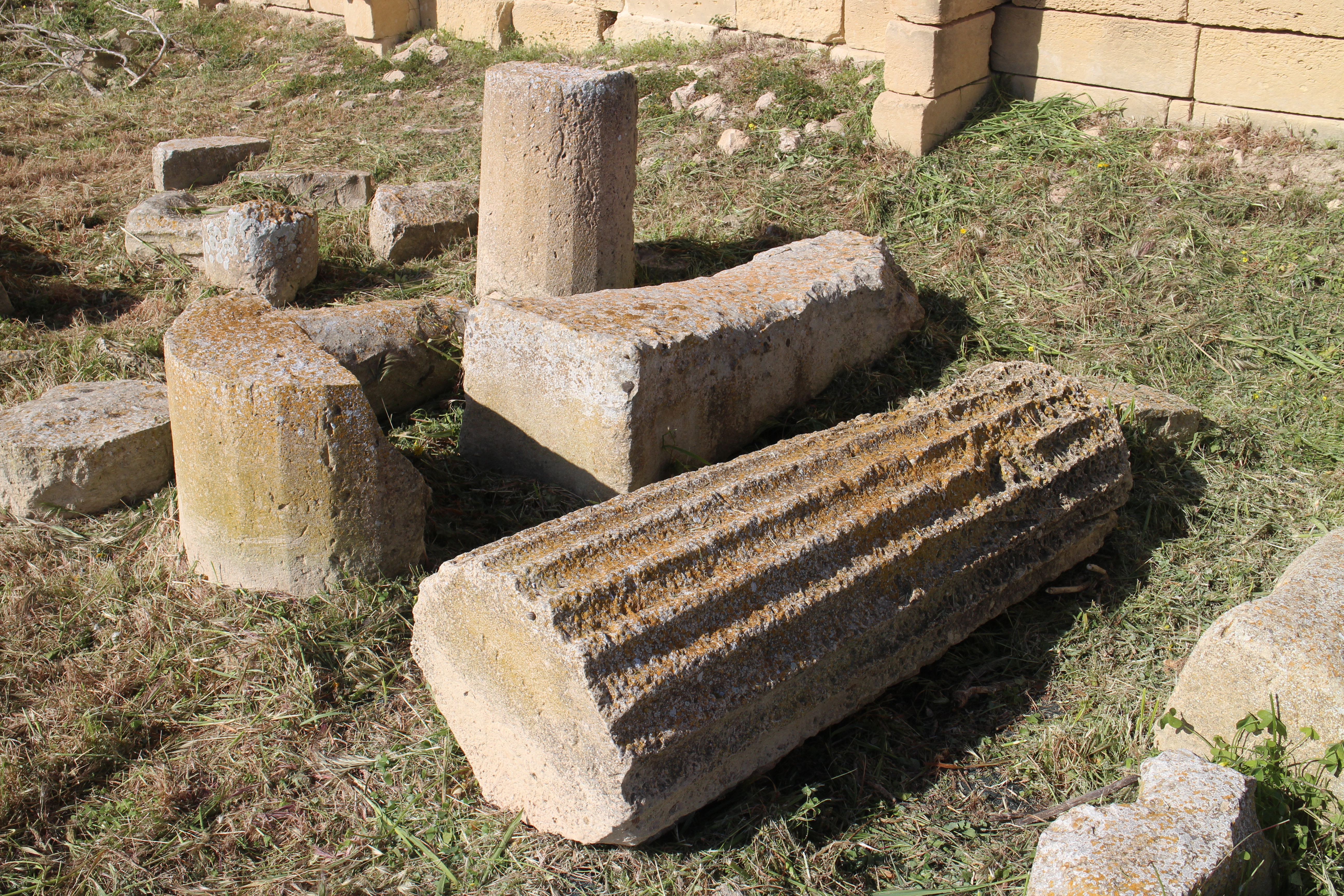
Restos de columnas estriadas en Tas-Silġ.

Una misión italiana dirigió las primeras excavaciones entre 1963 y 1972 e identificó el santuario. De 1996 a 2005, la Universidad de Malta y un equipo italiano iniciaron otro proyecto de excavación para limpiar otras capas de sedimentos. El sitio está protegido por una cubierta para protegerlo de una mayor erosión.
Heritage Malta gestiona la conservación de Tas-Silġ, aunque el sitio está cerrado al público, puede ser visitado por grupos con cita previa. Los esfuerzos para conservar el sitio están en curso, y los curadores esperan que el camino que divide el sitio en dos algún día sea redirigido.